# 鶴見 (給油艦)
鶴見（つるみ）は、日本海軍の給油艦。知床型の5番艦で艦名は大分県・鶴見半島先端の鶴見埼による。

## 艦歴
1918年（大正7年）度の八六艦隊案で計画され、大阪鉄工所で1922年（大正11年）3月14日に竣工、舞鶴鎮守府籍となる。当初の予定艦名は「関西」とされていた。後に「鶴舞（つるもう）」（対馬にある岬名）に変更され更に「鶴見」になった。平時は海外からの重油輸送に従事した。また1924年（大正13年）から1931年（昭和6年）の間には増備されたヘビーデリックを使い航空機の運搬にも使用された。1930年（昭和5年）に佐世保でボイラーを円缶から艦本式缶に換装した。昭和6年の満州事変、翌年の第一次上海事変で中国に進出、1937年（昭和12年）からの日中戦争には中国各地への輸送任務に当たった。
「鶴見」は1941年（昭和16年）4月22日に連合艦隊付属となった。太平洋戦争開戦直後は日本近海、小笠原諸島方面で燃料補給や輸送任務に当たった。1942年（昭和17年）2月にはカムラン湾に進出し、ジャワ攻略作戦などを支援した。3月1日にバンタン湾口でオランダ潜水艦「K XV」の雷撃により中破するも、航行と補給活動は辛うじて可能だった。3月12日に昭南（シンガポール）に入港し修理を実施後、5月19日に呉に帰投した。ミッドウェー海戦では、ミッドウェー攻略部隊の補給隊として「佐多」とともに参加する。鶴見は10月よりトラックからショートランドへ進出し、ソロモン諸島方面での給油任務に従事した。
1943年（昭和18年）以降はパレンバン、バリクパパンなど南方資源地帯とトラック、パラオなどの間での輸送任務に従事する。1944年（昭和19年）5月にはタウイタウイで第一機動艦隊の各艦に燃料を補給した。「鶴見」は8月5日に輸送船団を構成してダバオを出港し、ザンボアンガに向かう。その直後、北緯05度53分 東経125度41分 / 北緯5.883度 東経125.683度のダバオ湾口でアメリカ潜水艦「セロ」に発見された。「セロ」は魚雷を3本発射して全て命中。「鶴見」は11時30分に横転して沈没した。乗員のうち137名は護衛の「第30号掃海艇」に救助された。10月10日に除籍。

## 公試成績
| 実施日        | 内容              | 排水量         | 出力      | 速力         | 実施場所 | 備考     | 出典   |
| ------------- | ----------------- | -------------- | --------- | ------------ | -------- | -------- | ------ |
| 1922年2月21日 | 公試全力(満載)    | 15,445(英)トン | 5,197馬力 | 13.499ノット | 淡路沖   | 普通排気 | [ 31 ] |
| 1922年2月25日 | 公試全力(1/5載貨) | 7,483(英)トン  | 5,281馬力 | 15.396ノット | 同上     |          | [ 32 ] |
| 1930年7月25日 | 試運転(全力)      | 8,004(英)トン  | 4,912馬力 | 12.166ノット |          |          | [ 18 ] |

## 特務艦長
※『日本海軍史』第9巻・第10巻の「将官履歴」に基づく。階級は就任時のもの。
艤装員長
- 樺山信之 大佐：1921年9月17日[33] - 1922年3月14日[34]

特務艦長
- 樺山信之 大佐：1922年3月14日[34] - 1922年11月10日[35]
- （心得）鳥山貞美 中佐：1922年11月10日[35] - 1923年10月20日[36]
- （心得）杉本幸雄 中佐：1923年10月20日[36] - 1924年2月13日[37]
- （心得）本内達蔵 中佐：1924年2月13日[37] - 1924年12月1日[38]
- 福原五郎 大佐：1924年12月1日[38] - 1925年4月20日[39]
- （兼）徳広佐吉 中佐：1925年4月20日[39] - 1925年10月20日[40]
- 黒羽根秀雄 大佐：1925年10月20日[40][41] - 1926年5月20日[42]
- 牧瑛 大佐：1926年5月20日[42] - 1926年12月1日[43]
- 伴次郎 大佐：1926年12月1日 - 1927年12月1日
- 大野功 大佐：1927年12月1日[44] - 1929年5月1日[45]
- 田畑啓義 大佐：1929年5月1日 - 1929年11月1日
- 槙喜久太 中佐：1929年11月1日 - 1930年12月1日
- 鈴木幸三 中佐：1930年12月1日 - 1931年12月1日
- 伊藤整一 大佐：1931年12月1日 - 1932年3月8日
- 松浦永次郎 大佐：1932年3月8日 - 1932年11月15日
- 中村一夫 中佐：1932年11月15日 - 1933年11月15日
- 若林清作 大佐：1933年11月15日 - 1934年10月22日
- 多田武雄 中佐：1934年10月22日 - 1935年10月10日
- 田代蘇平 中佐：1935年10月10日 - 1936年5月25日[46]
- 小林謙五 大佐：1936年5月25日 - 1936年8月18日
- 城島高次 中佐：1936年8月18日 - 1937年10月16日
- 大田実 中佐：1937年10月16日 - 1938年8月10日
- 田中保郎 大佐：1938年8月10日 - 1938年12月15日
- （兼）森良造 大佐：1938年12月15日[47] - 1939年2月10日[48]
- 箕輪中五 大佐：1939年10月5日[49] - 1939年10月14日[50]
- 小豆沢成 大佐：1940年6月20日 - 1940年8月1日
- 沢正雄 大佐：1940年8月1日 - 1940年9月25日
- 河原金之輔 大佐：1940年9月25日[51] - 1941年8月11日[52]
- 藤田俊造 大佐：1941年8月11日 - 1942年11月7日
- 伊藤義一 大佐：1942年11月7日 - 1944年5月13日
- 山本六郎 大佐：1944年5月13日 -